# ジョニー・スミス (ジャズ・ギタリスト)
ジョン・ヘンリー・スミス2世（John Henry Smith II、1922年6月25日 - 2013年6月11日）は、アメリカ合衆国のクール・ジャズ、メインストリーム・ジャズのギタリスト。1954年に「急がば廻れ (Walk, Don't Run)」を作曲した。1984年には、アラバマ・ジャズの殿堂入りを果たした。

## 生い立ち
世界恐慌の時期、スミスの一家はアラバマ州バーミングハムから、移住し、いくつもの都市を経て、メイン州ポートランドにたどり着いた。
スミスは、あちこちの質屋で、調弦をする代わりにギターを弾かせてもらいながら、自学自習で演奏を学んだ。13歳のときには、他人にギターを教えていた。スミスにギターを習ったひとりが、新しいギターを買ったときに古いギターをスミスに譲ったが、これが彼が所有した最初のギターとなった。
スミスは、メイン州各地のダンス会場や、フェア、その他の演奏会場を回っていた地元のヒルビリー・バンド、アンクル・レムとザ・マウンテン・ボーイズ (Uncle Lem and the Mountain Boys) に加わった。一晩の演奏で、稼ぎは4ドルだった。彼は高校を退学し、この仕事に専念することにした。
やがてラジオから聞こえるジャズ・バンドの音楽に興味を増していったスミスは、徐々にカントリー・ミュージックから離れ、ジャズを演奏するようになっていった。18歳でザ・マウンテン・ボーイズを離れた彼は、エアポート・ボーイズ (Airport Boys) というバラエティ・トリオに加わった:10。

## 兵役
知り合いのパイロットから飛行機の操縦を学んでいたスミスは、軍用機のパイロットになりたいと考え、アメリカ陸軍航空隊に志願した。しかし、彼は左眼に視覚障害があり、飛行訓練には不適合とされた。そこで軍楽隊に入るか、整備士の学校に送られるか、と選択肢を示されたスミスは、軍楽隊に入った。スミスによると、このとき彼はコルネットとアルバンの教則本を与えられ、2週間で必要な技量を身につけるよう指示されたが、その時点では楽譜すら読めなかった。整備士学校には行くものかと決意したスミスは、軍楽隊長から勧められた通り、汲み取り式便所で2週間コルネットの練習に明け暮れ、試験に合格した。

## ミュージシャンとしてのキャリア
ジョニー・スミスは、多様性をもったミュージシャンであり、有名なジャズ・クラブであったバードランドでの演奏も、ニューヨーク・フィルハーモニックのオーケストラピットで楽譜を読みながらの演奏も、同じように自在にこなした。シェーンベルクからガーシュウィンまでの作品を演奏したスミスは、1950年代において最も多才なギタリストのひとりであった。
1946年から1951年にかけては、NBCのスタッフとしてスタジオ・ギタリスト、編曲者を務め、以降はフリーランスとして1958年までこの仕事を続け、ソロからフル・オーケストラまで、また、モート・リンゼイ、アーロ・ハルツ (Arlo Hults) と組んだトリオ「ザ・プレイボーイズ (The Playboys)」と、様々な演奏形態で演奏した:26。
スミスの演奏は、クローズポジション・コード (closed-position chord) のヴォイシングと、素早く上昇していくライン（ジャンゴ・ラインハルトにも似ているが、半音階によるより、全音階を基にしていることが多い）が特徴となっている。有名な1952年に吹き込んだ演奏以降、1960年代にかけて、彼はルースト・レコードに録音を残し、もっぱらこの時期の演奏によって名声を築くことになった。後にはモザイク・レコードが、ルーストの音源の大部分をCD8枚組のセットにして発売した。
1952年に出たシングル「Moonlight in Vermont」は、『ダウン・ビート』誌がレコード・オブ・ザ・イヤーの第2位に選んだ。スタン・ゲッツをフィーチャーした「Moonlight in Vermont」は、当初は1953年に出た10インチLP『Jazz at NBC』(Roost RLP 410)の収録曲として発表されたが、後には、いち早く1952年に出ていた内容が異なる同名の10インチLP『Jazz at NBC』(Roost RLP 413) の内容と合わせて編集された1956年の12インチLP『Moonlight in Vermont』のタイトル曲となった。
彼の作曲作品として最も有名なのは、1954年の「急がば廻れ」であるが、これはあるレコーディング・セッション用に、「朝日のごとくさわやかに (Softly, as in a Morning Sunrise)」のコード展開に基づく対旋律として書かれたものである。ギタリストのチェット・アトキンスは、この曲をカバーし、新古典派的な装いを与えてエレクトリック・ギターで演奏し、アルバム『Hi-Fi in Focus』に収録したが、これは後のザ・ベンチャーズによるヒットに3年先んじていた。アトキンスは、（スミスとは異なる）指使いをしており、ベース音のA-G-F-Eの動きもそうであるが、これは後のベンチャーズの編曲の元となった。ベンチャーズを結成することになるメンバーたちは、アトキンスのバージョンを聴き、これを単純化して速度を上げ、1960年に吹込みをした。ベンチャーズ盤は1960年9月に、『ビルボード』誌のトップ100で最高2位まで上昇した。
1957年、スミスは、二人目の子どもとともに、妻を産褥死で失った。彼は、幼い娘を一時的に預けるため、コロラドスプリングスの母の元に送ったが、翌年にはニューヨークでの多忙な演奏の仕事を捨てて、娘のいるコロラド州へと移り住んだ。当地では、楽器店を営みながら、音楽を教え、娘を育て、さらに1960年代まで、ロイヤル・ルーストやヴァーヴ・レコードのためにアルバムを吹き込んだ。『ニューヨーク・タイムズ』紙の死亡記事によると、彼は2001年に、『Colorado Springs Independent』紙の取材に、次のように語っていたという。「結局、すべては、僕が娘を愛し過ぎていて、自分のキャリアのために娘を危うい状態にできないと思った、というところから始まったんだ。もちろん、理由はほかにもある。ニューヨークは音楽という面では愛していたけど、生活するのは嫌だった。」この死亡記事で、『ニューヨーク・タイムズ』紙は、次のようにも記している。「スミスはその後も吹込みを続け、時にはコロラドのナイトクラブで演奏もしたが、ほとんどすべての巡業の誘いを断っていた。例外のひとつだったのは、ビング・クロスビーのツアーで、スミスはクロスビーとともに1977年にイングランドでのツアーに出かけたが、このツアーは、クロスビーが死去したため短い日程で打ち切られた。」